# لابعيا

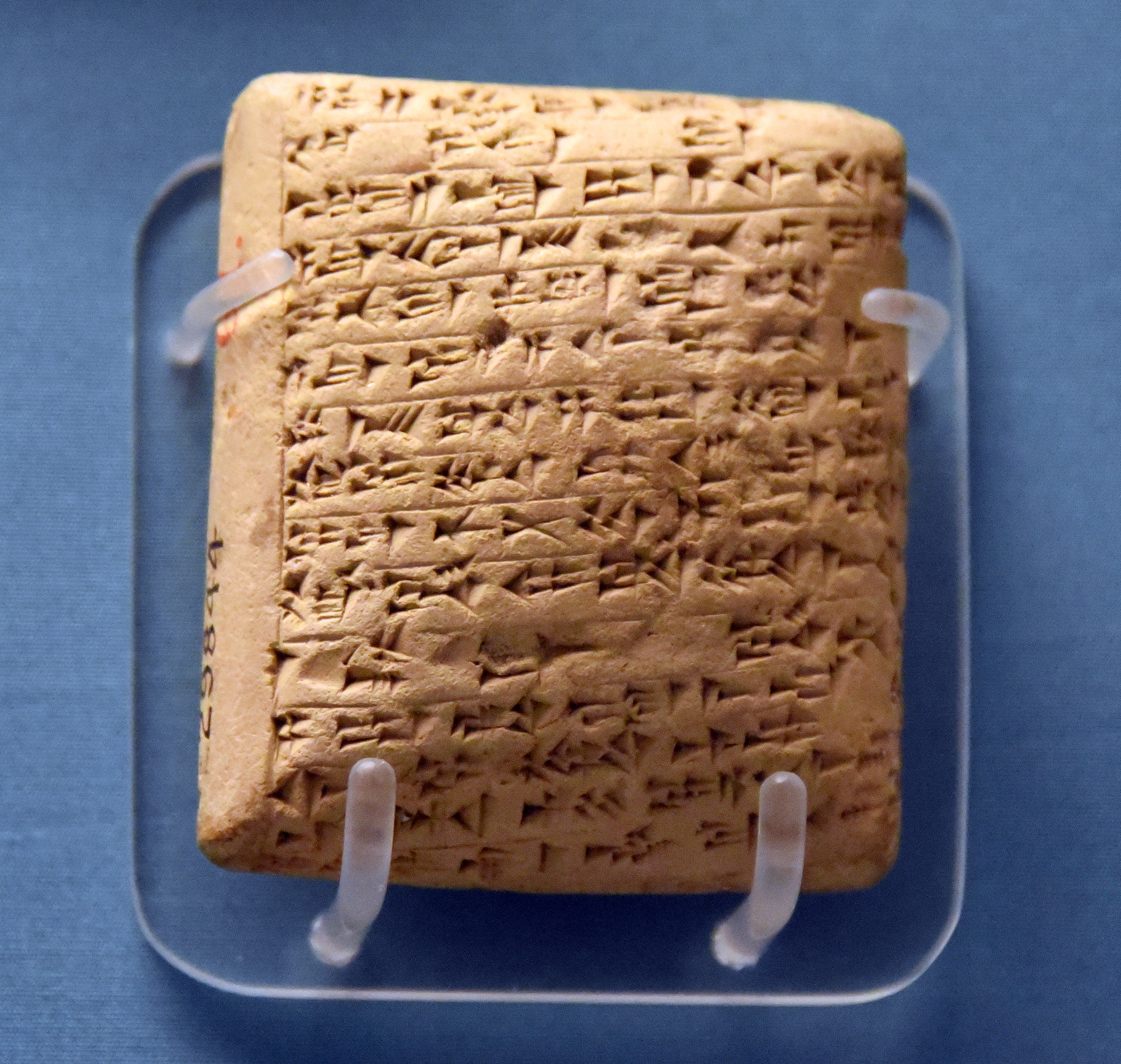
رسالة العمارنة. رسالة من لابعيا(حاكم شكيم) إلى الفرعون المصري أمنحتب الثالث أو ابنه أخناتون، القرن الرابع عشر قبل الميلاد، من تل العمارنة، مصر. المتحف البريطاني EA 252

لابعيا (Lab'ya) أو لا بايا (Labaja) أو ليبعايو(Lib'ayu) أو لابعيو(Lab'yu)   هو أحد ملوك (حكام) مدينة شكيم الكنعانية (نابلس حالياً)   معلوماتنا عنه من الرسائل (EA 252-254) التي تبادلها مع إخناتون ملك مصر والتي وجدت في أرشيف تل العمارنة من القرن 14 ق.م

## سيرته

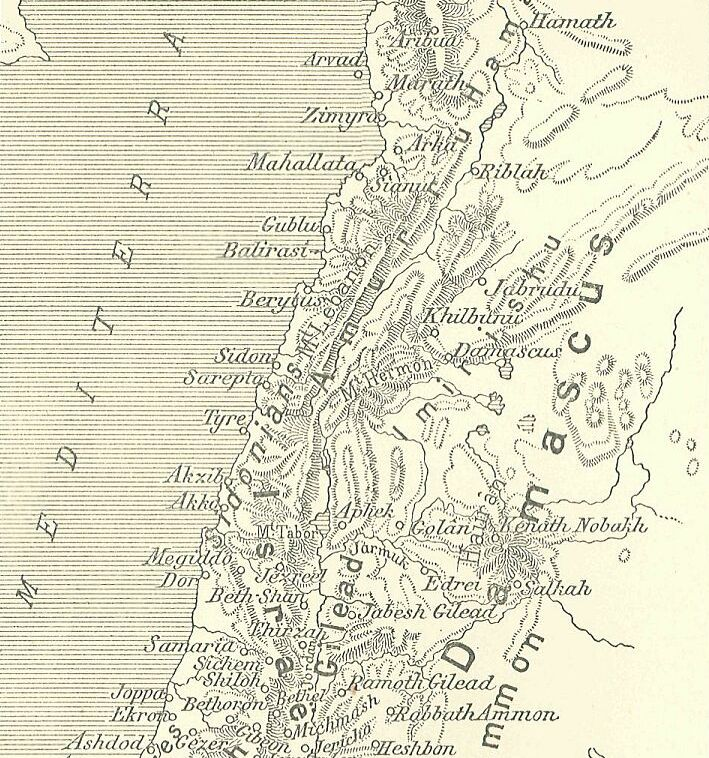
خريطة السامرة وجيرانها الشرقيين والشماليين

من رسائله ومن رسائل أخرى، حيث ورد ذكراسمه 32 مرة في أرشيف العمارنة، نعرف أن لابعيا قد حاول مراراً توسيع نفوذه في المناطق المحيطة بمدينته، فقد هاجم گزرو (جازر) وأورشليم (القدس) ومجدو (تل المتسلم) وعكو (عكا) وحاول أيضاً السيطرة على سهل يزرع إيل (مرج ابن عامر)، وغزة
في رسالته EA 254 يدافع لابعيا عن نفسه أمام الفرعون ضد الشكاوي الموجهة ضده، ومنها أن إبنه يستخدم الخبيرو في حروبه، ويأكد التزامه بدفع الجزية لممثل الفرعون وثبات ولاؤه وعدم تمرده، ويبرر مهاجمته لـ مليك إيلو (Milkilu) ملك گزرو ومحاصرته للمدينة بأن ما يملكه هو (لابعيا) سيتبع للفرعون بالنهاية

## نهايته
أخيراً قامت مجموعة من رجال المدن الكنعنانية بقيادة من مدينة گيلا Gila (ربما جنين) بملاحقته وقتله بتحريض من ملك مصر
إلا أن أبناؤه - ومنهم موت بعلو- تابعوا مسيرة والدهم التوسعية، حيث تشير مصادر من مقاطع نصية إلى أن منطقة جبال فلسطين الشمالية كانت مسرحاً لتغيرات عسكرية واقتصادية، وفي النهاية نفهم من الرسالة
EA 250 أنه طُلب من بِرياوازا (Biryawaza) حاكم دمشق إنهاء الوضع العسكري لأبناء لابعيا

### نص EA 250

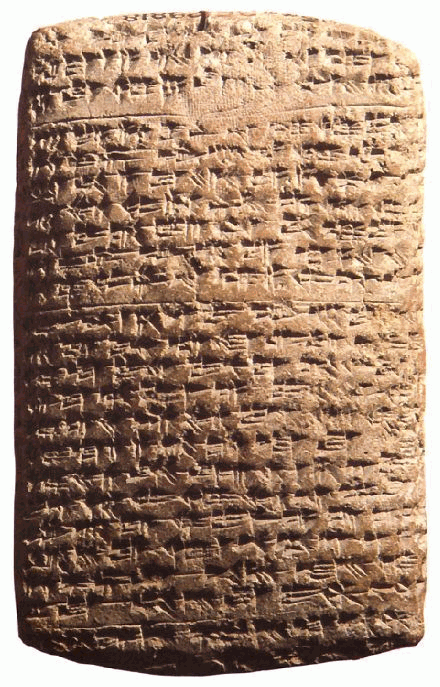
EA 161، رسالة من أزيرو (قائد أمورو) يشرح فيها قضيته للفرعون، وهي إحدى رسائل العمارنة المكتوبة بالخط المسماري على لوح طيني

جزء من الرسالة التي وجهها آددو أور ساگ (Addu-Ur.sag) لملك مصر
"وإبنا لابعيا بقيا يقولا لي هكذا : شن حرب على شعب گيلا (Gila) لأنهم قتلوا والدنا. وإذا لم تشن حرباً ستكون عدواً لنا.
أجبتهما : لعل إله الملك. سيدي. يمنعني من شن حرباً على شعب گينا. خادم الملك.سيدي. لعله يحسن في عيني الملك.سيدي. ولعله يرسل أحد ثقاته لـ بِرياوازا (من دمشق) ليخبره:عليك الزحف ضد إبني لابعيا. أو تحسب متمرداً على الملك"
الرسالة EA 250 السطور 15-27

## لابعياوالتناخ
جرت محولات عدة (ولا زالت) لإيجاد شخصية من قصص التناخ يمكن مطابقتها مع لابعيا فمن الباحثين الكتابين (التوراتين) من طابقه مع شخصية أبيمالك بن جدعون، فحسب القصة يضطلع بن جدعون يوآش من عفرة بتخليص عشيرته من هجمات العشائر الأخرى (قضاة 6: 14-16) ويلقب يرُبعل (قضاة 6 : 22) ثم يرثه أبيمالك إبنه من سرية له في شكيم (قضاة 8: 31) أبيمالك استأجر رجالاً بطالين طائشين (قضاة 9: 4)(يفهمهم البعض على أنهم الخبيرو) لفرض سيطرته، وقتل أخوته وتمالك على شكيم (قضاة 9: 6) التي ثارت عليه مراراً، ثم قتل في إحدى الثورات (قضاة 9: 53)
كذلك حاول آخرون مطابقته مع شاول أو مع داود، مما تطلب إزاحة زمنية لقصص التناخ، إلا أن جميع هذه المحاولات بقيت دون أدلة مقبولة من قبل الباحثين التاريخين والآثارين.
إن هذه المحاولات لها الفضل في إلقاء الضوء على بعض مصادر القصص التناخية